# Babice Stare (gromada)
Babice Stare (w latach 1970. Stare Babice) – dawna gromada, czyli najmniejsza jednostka podziału terytorialnego Polskiej Rzeczypospolitej Ludowej w latach 1954–1972.
Gromady, z gromadzkimi radami narodowymi (GRN) jako organami władzy najniższego stopnia na wsi, funkcjonowały od reformy reorganizującej administrację wiejską przeprowadzonej jesienią 1954 do momentu ich zniesienia z dniem 1 stycznia 1973, tym samym wypierając organizację gminną w latach 1954–1972.
Gromadę Babice Stare z siedzibą GRN w Babicach Starych (w obecnym brzmieniu Stare Babice) utworzono – jako jedną z 8759 gromad na obszarze Polski – w powiecie pruszkowskim w woj. warszawskim, na mocy uchwały nr VI/10/15/54 WRN w Warszawie z dnia 5 października 1954. W skład jednostki weszły obszary dotychczasowych gromad Babice Nowe, Babice Stare, Blizne Jasińskiego, Blizne Łaszczyńskiego, Janów, Kwirynów, Latchorzew i Lubiczów ze zniesionej gminy Babice Stare oraz osada Paschalin z dotychczasowej gromady Wieruchów ze zniesionej gminy Ożarów w tymże powiecie. Dla gromady ustalono 27 członków gromadzkiej rady narodowej.
31 grudnia 1959 do gromady Babice Stare przyłączono obszar zniesionej gromady Koczargi Nowe oraz wsie Klaudyn i Klaudyn II ze znoszonej gromady Laski w tymże powiecie.
W latach 1970. gromada występuje pod nazwą Stare Babice
Gromada przetrwała do końca 1972 roku, czyli do kolejnej reformy gminnej. 1 stycznia 1973 w powiecie pruszkowskim reaktywowano gminę Stare Babice (do 1954 jednostka nosiła nazwę gmina Babice Stare). Od 1999 gmina Stare Babice leży w powiecie warszawskim zachodnim w woj. mazowieckim.